# Inesita Pena
Inesita Pena fue una cancionista, vedette, bailarina, letrista y compositora argentina.

## Carrera
Dueña de una gran voz y una picardía que la hacían única, fue una ascendente de inmigrantes españoles. Fue apodada como El alma que canta, El alma de la melodía Argentina y La insuperable estilista del tango.
En España, específicamente en Barcelona, en 1929 en el Teatro Goya, compartió escenario como bailarina junto a Agesilao Ferrazzano, el mago del violín y Teresita Asprella. Allí se destacó como una primera bailarina danzas clásicas y españolas). En 1933, en el Teatro Victoria ya se presentaba como cancionista de tangos junto a los guitarristas Rafael Iriarte y Víctor Quijada. 
Hizo algunas giras con cantantes y vedettes Celia Gámez e Imperio Argentina. Con la Orquesta Palermo también trabajó en cines realizando varietés antes o después de las proyecciones de las películas.
Uno de sus tangos más famosos fue Camillero, con letra y música de Daniel Antón, un tango dramático con la carga pesada de la guerra civil. Este tango fue grabado por Inesita junto a la Orquesta Típica Martín de la Rosa en Barcelona bajo el sello Odeón.
Inesita era acompañada por la Orquesta Palermo constituida por músicos españoles especializados en tangos argentinos, formada por dos bandoneones, dos violines, un piano y un violoncelo. Su repertorio estaba compuesto por tangos, chacareras, canciones porteñas, vidalitas y estilos.
En Paris se lució en el Teatro Empire transformándose en vedette. Recorrió junto a la Orquesta Bianco-Bachicha el centro de Europa.
En radio, en 1936 se presentó en la Unión Radio con De Madrid a Buenos Aires junto a la Orquesta Palermo. También hizo presentaciones en Radio Barcelona y Radio Miramar de Badalona, realizó un recital de canciones el 5 de mayo y se presentó junto al Quinteto Tropical el 29 de septiembre.
En cine tuvo una participación en la película de 1941, Por un amor, dirigida por Ricardo Gutiérrez.

## Filmografía
- 1941: Por un amor.

## Temas interpretados
- Haceme caso a mí
- Mi caballo murió
- Hola señorita
- Y tenía un lunar
- Melodía porteña
- Vendrás alguna vez
- Salud dinero y amor
- Tres cosas hay en la vida
- Tres cosas
- Camillero
- Paria
- Vendrás alguna vez
- No te quiero más
- Por un amor
- Tengo mil novios (vals)
- Martes trece (polka)
- No se enamore (ranchera)
- Yo quiero ser estrella (marcha)
- La gallina papanatas (La gallina turuleca)
- Rito amargo
- Mi madre patria
- Mi último querer[3]
- ¿Vendrás Alguna Vez?